# Ixora insignis
Ixora insignis là một loài thực vật có hoa trong họ Thiến thảo. Loài này được Chun & How ex W.Ko mô tả khoa học đầu tiên năm 1999.